# 慳D啦Honey
《慳D啦 Honey》（Money vs Honey）是香港電視娛樂製作的真人騷愛情競賽節目，2016年5月30日至6月28日期間，逢星期一至二晚上22:00-23:00在ViuTV播出。節目旁白為陳炳銓。

## 節目簡介
節目有四對不同年齡層和背景情侶參與，透過連續相處十日，240小時全天候接受最艱辛的考驗，加上在有限預算及資源下衝破難關。
四對情侶持有1000元本金，透過參與不同任務賺取本金，餘下最多金額者勝出。勝出的一隊可以獨嬴10萬元獎金。除體力上考驗以外，更展示情侶之間最真實、恩怨情仇以及鮮為人知的一面。

## 參加者簡介
| 男方（年齡）          | 女方（年齡）             | 職業                                        |
| 劉興健「健健」（22）  | Rachel Mak（25）         | 舞蹈員 舞蹈員、市場部職員                   |
| 葉子文「阿文」（38）  | Pan Pan（38）            | 背包客 阿文現於ViuTV工作 Pan Pan現於TVB工作 |
| 朱凱頌「Picco」（35） | 呂穎恆「Vera Lui」（28） | 情趣用品店創辦人                            |
| 陸啟聰「Edwin」（28） | Crushy Chan（23）        | 投資分析員、模特兒 財務策劃師               |

## 每集一覽
| 集數 | 播映日子 | 主題            | 內容 | 備註                                             |
| 1    | 5月30日  | 比賽開始        | 1. 4對情侶鬥快到達三公里內的大宅， 根據先後次序分配房間 2. 每對情侶只可帶備上限3公斤的行李 | Edwin與Crushy於拍攝前一晚爭吵， 導致延遲參加拍攝 |
| 2    | 5月31日  | 旺角            | 1. 根據提示尋找10個目標人物領取任務指示， 完成1個+$50，失敗-$50 |                                                  |
| 3    | 6月6日   | 「家頭細務」    | 1. 男方根據菲傭Gloria所烹調的菲律賓傳統菜式， 到街市購買材料製作一樣的菜式； 女方利用大會所提供的木材製作桌椅， 最後由Gloria評分 |                                                  |
| 4    | 6月7日   | 另一半的品味    | 1. 4對情侶分享性生活 2. 男方為女方挑選內衣，女方為男方挑選寫真， 各自押注，若猜中伴侶所挑選之物， 注額加倍，失敗則輸掉所注金額 |                                                  |
| 5    | 6月13日  | 內在潛能        | 1. 女方學習鋼管舞 2. 男方學習按摩推拿 |                                                  |
| 6    | 6月14日  | 野外奪寶        | 完成4項野外歷奇任務，每完成一項會得到一條鑰匙， 最後利用鑰匙開啟最終寶箱： 1. 根據地圖到士多提取30隻生熟雞蛋運送到指定地點 2. 利用浮床將海中漂浮的食物箱運送回岸， 最快將食物吃完為勝 3. 拿著水杯飛索到另一邊，合共運送水量最多為勝 4. 鬥快攀岩，合共用時最短為勝 | 阿文因身體問題而與Pan Pan決定退出比賽            |
| 7    | 6月20日  | 尋找繼室        | 1. 男方於一小時內與大會安排的10位女性會面， 爭取她們的好感，同時揀選一位作為「繼室」 2. 女方秘密監察，押注對方會選擇的繼室人選， 猜中注額加倍，失敗則輸掉所注金額                                                                                                 |                                                  |
| 8    | 6月21日  | 我要做爸爸媽媽? | 3對情侶與大會安排的3為小朋友進行一天活動 1. 於室內遊樂場教小朋友讀書，之後進行問答環節， 以小朋友成績定輸贏 2. 於限時之內餵小朋友吃苦瓜炒蛋飯 3. 為小朋友製作一架紙皮車                                                                                           |                                                  |
| 9    | 6月27日  | 比賽鋼管舞      | 男方與另外9位大會安排的男士觀看女方表演， 每人一票投選最佳演出 | Edwin因祖母身體問題而退出比賽一日                |
| 10   | 6月28日  | 最後任務        | |                                                  |

## 爭議
有媒體報道，節目中的四對素人情侶是跟劇本演戲。
其中自稱無業的全職浪遊人阿文為前無綫電視員工，現於ViuTV擔任導演。太太現時為無綫電視員工，兩者均於節目播出後才擔任現時職位。

## 備註
1. ↑  以節目標題為準
2. ↑  ViuTv《慳啲啦Honey》真人騷 4對情侶個性大不同 （页面存档备份，存于），New Monday，2016-06-03
3. ↑  《 慳D啦Honey 》道盡香港情侶 5 大吵架金句!!! （页面存档备份，存于），新假期，2016-06-08
4. ↑  四對慳D啦Honey 私隱被揪　感情越好 （页面存档备份，存于），蘋果娛樂，2016-06-14
5. ↑  《慳D啦Honey》監製否認做假 （页面存档备份，存于），蘋果娛樂，2016-06-04

## 外部連結
- ViuTV - 官方重溫 （页面存档备份，存于）
- 慳D啦Honey的Facebook專頁

## 節目變遷
| 香港 ViuTV 星期一、二 22:00－23:00       | 香港 ViuTV 星期一、二 22:00－23:00            | 香港 ViuTV 星期一、二 22:00－23:00 |
| ---------------------------------------- | --------------------------------------------- | ---------------------------------- |
|                                          | 慳D啦HONEY （2016年5月30日－6月28日）         |                                    |
| 跟住矛盾去旅行 （2016年4月6日－5月29日） | Barter Game 價值連城 （2016年7月4日－9月5日） |                                    |